# أوزي كوهن
أوزي كوهن هو سياسي إسرائيلي، ولد في 1 مايو 1952 في Tal Shahar ‏ في إسرائيل، وتوفي في 18 يناير 2008 في كفار سابا في إسرائيل بسبب نوبة قلبية. نشط حزبياً في ليكود. وقد انتخب عمدة رعنانا (2005 – 2005).

## وصلات خارجية
- أوزي كوهن على موقع IMDb (الإنجليزية)
- أوزي كوهن على موقع كينوبويسك (الروسية)